# Maus Wijnhout
Maurits Egbert (Maus) Wijnhout (1 mei 1932 – Lisserbroek, 14 juli 2000) was een Nederlands schaatser.
In de elfde Elfstedentocht van 1956 kwam hij hand in hand met Anton Verhoeven, Aad de Koning, Jan J. van der Hoorn en Jeen Nauta tegelijk over de finish. Omdat dit in strijd was met de regels van de Vereniging de Friesche Elf Steden werden de vijf mannen gediskwalificeerd. Ook de nummer zes werd niet tot winnaar uitgeroepen. In de tiende Elfstedentocht was Wijnhout als vijftiende geëindigd.